# 알렉시아 푸테야스
알렉시아 푸테야스 세구라(스페인어: Alexia Putellas Segura, 1994년 2월 4일 ~ )는 스페인의 여자 축구 선수로 현재 FC 바르셀로나 페메니에서 미드필더로 활약하고 있으며 스페인 여자 대표팀 역대 국제 A매치 최다 출전자이자 FIFA 센추리클럽에 가입한 3명의 스페인 여자 선수 가운데 한명이다.

## 수상

### 클럽
RCD 에스파뇰
- 리가 F : 준우승 (2009-10, 2010-11)
- 코파 델 레이나 : 우승 (2009-10), 준우승 (2010-11)
- 코파 카탈루냐 페메니나 : 준우승 (2009, 2011)

FC 바르셀로나 페메니
- 리가 F : 우승 (2012-13, 2013-14, 2014-15, 2019-20, 2020-21, 2021-22, 2022-23, 2023-24), 준우승 (2015-16, 2016-17, 2017-18, 2018-19)
- 코파 델 레이나 : 우승 (2012-13, 2013-14, 2016-17, 2017-18, 2019-20, 2020-21, 2021-22, 2023-24), 준우승 (2015-16), 4강 (2014-15, 2018-19)
- UEFA 여자 챔피언스리그 : 우승 (2020-21, 2022-23, 2023-24), 준우승 (2018-19, 2021-22), 4강 (2016-17, 2019-20)
- 수페르코파 데 에스파냐 페메니나 : 우승 (2019-20, 2021-22, 2022-23, 2023-24)
- 코파 카탈루냐 페메니나 : 우승 (2012, 2014, 2015, 2016, 2017, 2018, 2019), 준우승 (2013)

### 국가대표팀
스페인 여자 U-17
- UEFA 유러피언 U-17 여자 챔피언십 : 우승 (2010, 2011)

 스페인 여자 U-19
- UEFA 유러피언 U-19 여자 챔피언십 : 준우승 (2012)

 스페인 (여자)
- 알가르브컵 : 우승 (2017)
- 키프로스컵 : 우승 (2018)
- FIFA 여자 월드컵 : 우승 (2023)
- UEFA 여자 네이션스리그 : 우승 (2024)